# Maciej Nuckowski
Maciej Nuckowski (ur. 21 marca 1976 w Bydgoszczy) – polski piłkarz grający na pozycji napastnika.

## Kariera zawodnicza
Nuckowski karierę zaczynał w zespole Zawiszy Bydgoszcz. Potem grał w niemieckim Sendling 1918 München, Zagłębie Lubin, Dyskobolii Grodzisk Wlk., Lechu Poznań, Polonii Warszawa, Łódzkim Klubie Sportowym, szkockim Ross County F.C. i greckich Olympiakos Volos, APS Zákynthos, Panegiálios GS, AS Lamía, AS Fokikós Ámfissas, Eordaïkós 2007.
Był piłkarzem prawonożnym, występował w formacjach ofensywnych, najczęściej jako napastnik. W polskiej Ekstraklasie w 129 meczach zdobył 19 goli.

## Kariera trenerska
Na prośbę Piotra Stokowca w sezonie 2011/12 był jego asystentem. Pracował w Polonii Warszawa. Poprowadził wraz ze Stokowcem drużynę w jednym meczu (przegranym z Widzewem Łódź), a następnie odszedł gdy Stokowiec został zastąpiony przez Jacka Zielińskiego.